# 旭村 (山梨県)
旭村（あさひむら）は山梨県北巨摩郡にあった村。現在の韮崎市旭町各町にあたる。

## 地理
- 山：甘利山
- 河川：御勅使川

## 歴史
- 1875年（明治8年）7月 - 巨摩郡上条北割村・上条中割村・上条南割村が合併して旭村となる。
- 1878年（明治11年）7月22日 - 郡区町村編制法の施行により、旭村が北巨摩郡の所属となる。
- 1889年（明治22年）7月1日 - 町村制の施行により、旭村が単独で自治体を形成。
- 1954年（昭和29年）10月10日 - 韮崎町・穂坂村・藤井村・清哲村・神山村・大草村・竜岡村・中田村・穴山村・円野村と合併して韮崎市が発足。同日旭村廃止。

## 名所・旧跡・観光スポット・祭事・催事
- 穂見神社